# Doratonotus armatus
Doratonotus armatus är en mångfotingart som beskrevs av Pocock 1894. Doratonotus armatus ingår i släktet Doratonotus och familjen Doratodesmidae. Inga underarter finns listade i Catalogue of Life.